# 代謝中間產物
代謝中間產物（英語：Metabolic intermediates）是指代謝途徑中的中間產物。
雖然這些中間產物通常對於細胞功能的影響相對較小，但他們可能在酵素的別構調節上，扮演重要的角色。

## 臨床意義
有些中間產物在測量代謝速率上扮演重要角色（例如3,4-二羟基苯乙酸和3-氨基异丁酸）。
如果身體有異狀，由於代謝中間產物在濃度和產物上可能會有所差異（例如5-氨基咪唑-4-甲酰胺核糖核苷酸）。有些研究人員便以此研發新治療法。